# Movimento Música para Baixar – MPB
O Movimento Música para Baixar – MPB é um movimento artístico que milita pela democratização da música sem a interferência de terceiros, disponibilizando o seu trabalho através da internet e tornando-o acessível a todos os públicos. Este movimento surgiu dentro de outro movimento, o Cultura Livre.
Ele se contrapõe à atual estrutura do mercado musical, que reputa excludente, e defende o reconhecimento legal do direito de compartilhar arquivos digitais de música.
Adeptos deste movimento defendem o livre compartilhamento de arquivos musicais via internet e a flexibilização do direito autoral. O movimento conta com a adesão de artistas e músicos preocupados com a questão da censura na web.
O movimento faz parte do Conselho Rede Música Brasil.

## História do Movimento
| “ | "A internet surge como uma ferramenta semi-livre, em função das ‘telefonias’, mas muito mais democrática, onde todo mundo pode ficar cara-a-cara com o artista, com o compositor, e isto é fundamental! Hoje, tiro mais de 50% da venda de CDs pra mim, porque fabrico meu próprio CD, sei onde está meu público. Tenho um preço justo e honesto. Quem vai dar sobrevida à carreira do artista não é a gravadora, não é a rádio, é o público!”" | ” |

O manifesto foi engajado pela banda O Teatro Mágico e seu líder, Fernando Anitelli. Eles participaram da formação e diretrizes do movimento MPB, que “volta os olhos” – não só dos artistas como também do público – para a questão dos direitos autorais e a censura na web.
Muitas bandas e artistas estão aderindo ao movimento como forma de divulgação de seus trabalhos. Segundo Gustavo Anitelli, “o fato de muitas pessoas ouvirem músicas na internet faz muitas pessoas irem aos shows e comprarem os CDs das bandas que estão ouvindo”.
Para o jornalista e músico Arthur de Faria, ao contrário do que muitos pensam, este movimento não quer e não vai acabar com o direito autoral.

## Conceitos
Segundo os defensores deste movimento "Quem baixa música não é pirata, é divulgador! Semeia gratuitamente projetos musicais". Sem se vincular a um gênero musical, e para além do contexto da música, o MPB se propõe a articular arte, tecnologia e comunicação colaborativa, pretendendo levar suas propostas para o maior número de pessoas.
O movimento busca estabelecer o que define como uma nova relação entre o capital e o trabalho, por meio de conceitos e práticas da economia solidária, em função de uma alegada grande demanda de diferentes agentes culturais pela geração autônoma de renda. Além disso, combatem a prática do jabá nos veículos de comunicação, sob o argumento de que ele corrompe e prejudica as manifestações culturais.

### Críticas
Os críticos deste movimento defendem que um modelo livre demais pode prejudicar artistas que vivem apenas de composições e não fazem apresentações. Para eles “não se deve criminalizar o usuário, mas estabelecer algum tipo de taxa sobre aqueles que efetivamente lucram com o comércio de música na internet”.

#### Críticas de Rick Bonadio
Em 2009, o diretor musical Rick Bonadio fez duras críticas ao movimento. Segundo ele, “quem dá música de graça na internet é estúpido e não valoriza seu trabalho. Quem baixa músicas sem autorização sabe que está lesando o artista”.
Em resposta, o músico Fernando Anitelli, um dos maiores entusiastas da música livre no Brasil, disse: “não seja tão mal educado, alguém que se diz realizado não precisa chamar de estúpida uma nova geração de músicos”.

### Marcos do Movimento
Um dos marcos do movimento aconteceu em 2011, com o Festival Internacional de Música Livre.
Em 2013, a música Canção da Terra tornou-se a primeira música de livre distribuição e gestão de obra feita pelo autor a fazer parte de uma trilha sonora de novela (presente na novela Flor do Caribe).

## Bandas/Artistas Participantes do Movimento
Muitos artistas e bandas já aderiram ao movimento. Abaixo segue o nome de alguns:

### Nacionais
- O Teatro Mágico[18]
- Fernando Anitelli Trio
- Leoni
- Móveis Coloniais de Acaju
- Yanto Laitano
- GOG
- Ellen Oléria

### Internacionais
- Radiohead
- Nine Inch Nails